# 코아스템켐온
코아스템켐온(Corestemchemon Inc.)는 대한민국의  비임상 CRO 서비스 제공 기업이다. 본사는 경기도 성남시 분당구 판교로 255번길 24 아이앤씨빌딩 2층 에 위치해 있으며 대표이사 양길안이다. 바이오의약품사업부(세포치료제의약품부문)와 비임상CRO사업부(비임상실험대행용역부문)으로 구성되어 있다

## 상장
2015년 6월 26일 공모가 16,000원에 상장하였다.

## 참고문헌
1. ↑  코아스템켐온,루게릭병 치료제 ‘뉴로나타-알주’ 임상3상 진행과정 발표, 팜뉴스, 2023년 9월 18일
2. ↑  코아스템켐온, 혁신 줄기세포치료제로 글로벌 리딩, 약업신문, 2023.12.14
3. ↑  계속된 CRO 매출 감소에 코아스템켐온, 3분기 적자 확대, 히트뉴스, 2023년 11월 14일